# Vízi fütyülőrigó
A vízi fütyülőrigó (Myophonus caeruleus) a madarak osztályának verébalakúak (Passeriformes) rendjébe és a légykapófélék (Muscicapidae) családjába tartozó faj.

## Rendszerezése
A fajt Giovanni Antonio Scopoli osztrák természettudós írta le 1786-ban, a Gracula nembe Gracula caerulea néven. Használták a Myiophonus caeruleus nevet is.

## Alfajai
- Myophonus caeruleus caeruleus (Scopoli, 1786)
- Myophonus caeruleus crassirostris Robinson, 1910
- Myophonus caeruleus dichrorhynchus Salvadori, 1879
- Myophonus caeruleus eugenei Hume, 1873
- Myophonus caeruleus flavirostris (Horsfield, 1821)
- Myophonus caeruleus temminckii Vigors, 1832

## Előfordulása
Dél- és Délkelet-Ázsiában, Afganisztán, Banglades, Bhután, Kambodzsa, Kína, India, Indonézia, Irán, Kazahsztán, Kirgizisztán, Laosz, Malajzia, Mianmar, Nepál, Pakisztán, Tádzsikisztán, Thaiföld, Türkmenisztán, Üzbegisztán és Vietnám területén honos. 
Természetes élőhelyei a mérsékelt övi erdők, mangroveerdők, szubtrópusi vagy trópusi síkvidéki és hegyi esőerdők, folyók és patakok környékén, valamint vidéki kertek. Magassági vonuló.

## Megjelenése
Testhossza 35 centiméter, a testtömege 136-231 gramm.
|  |

## Életmódja
Rovarokkal és gyümölcsökkel táplálkozik.

## Szaporodása
Mohából, sziklák közé készíti csésze alakú fészkét.

## Természetvédelmi helyzete
Az elterjedési területe rendkívül nagy, egyedszáma még ismeretlen, de nagynak feltételezik. A Természetvédelmi Világszövetség Vörös listáján nem fenyegetett fajként szerepel.